# 黄元雄
黄元雄（1975年7月16日—），男，汉族，是一名福建省厦门市思明区的基层民警，现任厦门市公安局思明分局梧村派出所第二警务队指导员（副科级），中国共产党党员，三级警督警衔。2020年12月美国国务院指控他参与审讯、镇压法轮功学员并施加制裁。

## 经历
厦门大学法学学士。1997年，加入中国共产党。1998年6月，开始从警。最初是交警，是厦门市交警支队的业务骨干。2008年汶川地震，他带队赴彭州市抗震救灾，获得“彭州市荣誉市民”、“厦门市抗震救灾先进个人”等荣誉称号。
2012年4月，厦门市进行综合警务改革，黄元雄转型为思明公安分局下属的派出所网格民警，工作区域即梧村街道文屏社区。梧村街道为厦门火车站所在，文屏社区是“厦门传统的中心城区，人流量大、治安复杂”。他因表现出色，被思明公安分局树立为综合警务工作典型。2013年时，黄元雄为厦门市公安局思明分局梧村派出所副主任科员、第二警务队文屏警务区负责人。福建省公安厅授予他“全省公安机关综合警务改革创新先进个人”。撰写的课件《社区警务》，被省公安厅评为优秀精品课件。
2014年，厦门市公安局以他为原型拍摄首部微电影《HOLD警元雄》。2015年初，因创新推行社区“二代证门禁访客系统”，事迹被中央及地方各级媒体报道。当年，做为梧村派出所第二警务队指导员的黄元雄被厦门市公安局推选参加首届福建十大法治新闻人物评选。7月21日当选，获得个人奖项。22日，厦门市公安局为黄元雄和一同获奖的厦门边防支队曾厝文创村警务室代表举办欢迎仪式。市公安局副局长蔡国文表示，黄元雄和曾厝文创村警务室“是厦门社区警务工作的优秀代表。他们[……]集中体现了公安民警立警为公、一心为民的优秀品质，称得上是厦门特区警察的杰出代表，是全局民警学习的榜样。”

## 获美国制裁
2020年12月10日，美国国务院发言人办公室宣布，国务院和财政部依照第13818号行政命令和《国务院、外国行动及相关计划拨款法》第7031（c）条相关条款，对17名腐败和实施严重侵犯人权行为的外国官员、人物及其直系亲属进行制裁。其中有两名中华人民共和国籍人士，一是澳门居民尹国驹，二是黄元雄。其他被制裁的人员来自牙买加、萨尔瓦多、也门胡塞武装等，以及俄罗斯车臣共和国总统拉姆赞·卡德罗夫。
该制裁名单中，黄元雄头衔直译为“厦门公安局梧村派出所主管”。美国驻华大使馆和领事馆网站对制裁名单的相关翻译中，将他的头衔翻译为“厦门市公安局梧村派出所指导员”（无资料显示黄元雄担任过这一职务）。制裁名单指黄元雄在厦门进行了严重侵犯人权和宗教自由的行为。他对法轮功学员进行拘留和审讯。美国国务院依据《国务院、外国行动及相关计划拨款法》第7031（c）条相关条款制裁他，以及他的妻子。
针对黄元雄被制裁一事，中国政府方面未有具体回应。中国官媒《环球时报》、新浪网和网络舆论则给予了黄元雄正面评价。同时，黄元雄基层警察身份，也引起舆论的好奇和关注。在黄元雄之前的一批被美国政府制裁者是14名位列国家级副职党和国家领导人的第十三届全国人大常委会副委员长。
《环球时报》网站——环球网在12月11日刊登的文章，则指美国国务院的制裁名单夸大了黄元雄的工作单位和头衔，他是“梧村派出所一位很普通的基层民警”。派出所的领导职位有所长、（政治）教导员、副所长等。负责人即所长，与指导员并非同一职务。2019年9月，《福建日报》记者报道曾提及，梧村派出所所长为韩江海。2020年1月，韩江海仍在职。环球网文章亦指黄元雄是一位服务当地社区、受到好评的基层民警。此前2015年6月，《人民网》福建频道报道描述，黄元雄的“值班出警工作中，绝大部分时间都是在处理群众求助，甚至近八成出警都是非警务类的工作”。
12月18日，《美国之音》中文网报道中引用中国人权活动人士胡佳的说法，“美国政府应该考录制裁的实际效果，作为中国的基层警察，他们在美国并不一定有什么财产和亲戚，或者海外联系。制裁这样的人‘不疼不痒’，反倒会在某种程度上给他们增光，他们可能会因此受到提拔，升迁一片光明。”胡佳说：“我以前跟美国的官员强调过，主要还是打大老虎，少弄小苍蝇。那些家族在美国有资产，家族有利益的，都是高级别的官员。而且最好有一些调查，说明这个人在美国的确有利益，这样做才好。”